# Särevere
Särevere är en ort i Estland. Den ligger i Türi kommun och landskapet Järvamaa, i den centrala delen av landet, 80 km sydost om huvudstaden Tallinn. Särevere ligger 62 meter över havet och antalet invånare är 1 035.
Terrängen runt Särevere är mycket platt. Runt Särevere är det glesbefolkat, med 10 invånare per kvadratkilometer. Närmaste större samhälle är Türi, 2,1 km norr om Särevere. Omgivningarna runt Särevere är en mosaik av jordbruksmark och naturlig växtlighet.